# Dercylini
Los dercilinos (Dercylini) son una tribu de coleópteros adéfagos  perteneciente a la familia Carabidae. 

## Géneros
Tiene los siguientes géneros:
- Dercylinus
- Dercylus
- Evolenes
- Physomerus